# Gonice
Gonice [pronunciación en polaco: /ɡɔˈnit͡sɛ/] ( en alemán: Neuhausen) es un pueblo en el distrito administrativo de Gmina Września, dentro del Distrito de Września, Voivodato de Gran Polonia, en el centro-oeste de Polonia. Se encuentra a unos 9 kilómetros este de Września y 55km al este de la capital regional, Poznań.